# والتر هاغن (عسكري)
والتر هاغن (بالألمانية: Walter Hagen)‏ هو عسكري ألماني، ولد في 16 مارس 1897 في كيل في ألمانيا، وتوفي بنفس المكان في 24 نوفمبر 1963.